# Revoluce roku 1848 v Německu
Revoluce roku 1848 v Německu byly série bouří, protestů a povstání v Německém spolku, které proběhly v německých státech a také v Rakouském císařství od roku 1848 do 1849. Někdy bývá tato revoluce, jež byla součástí tehdejších revolučních bouří v celé Evropě, označována též jako Březnová revoluce (německy Märzrevolution). Vedle nespokojenosti značné části tehdejší společnosti s autokratickou formou vlád v jednotlivých německých zemích představovaly důležité příčiny revoluce též sílící nacionalismus a pangermanismus, přičemž tato hnutí usilovala o vytvoření jednotného německého národního státu. Sociálně slabé skupiny obyvatel se pak během revoluce snažily prosadit zlepšení svých životních podmínek. Po vojenských porážkách vzbouřenců a bezvýsledném zasedání Frankfurtského parlamentu byla revoluce v německých zemích v roce 1849 potlačena.

## Zasedání Frankfurtského parlamentu
Poslední březnový den roku 1848 se sešel Frankfurtský parlament ve Frankfurtu nad Mohanem, kde vytyčil 3 základní cíle:
1. vypracovat německou Ústavu
2. připravit volby do řádného parlamentu
3. přivést Německo ke vzniku spolkového státu

Byla předložena tato řešení pro sjednocení Německa:
1. maloněmecká koncepce, která počítala se začleněním německých států bez rakouských zemí,
2. velkoněmecká koncepce, která počítala se začleněním jak německých států, tak rakouských a alpských zemí, Čech, Moravy a Slezska. V rámci velkoněmecké sjednocovací koncepce byla Čechům přislíbena pouze kulturní autonomie. Když Němci předložili tento návrh, zformuloval František Palacký tzv. psaní do Frankfurtu, v němž Frankfurtskému parlamentu vysvětluje, proč je nemožné, aby Češi byli včleněni do německého spolkového státu.

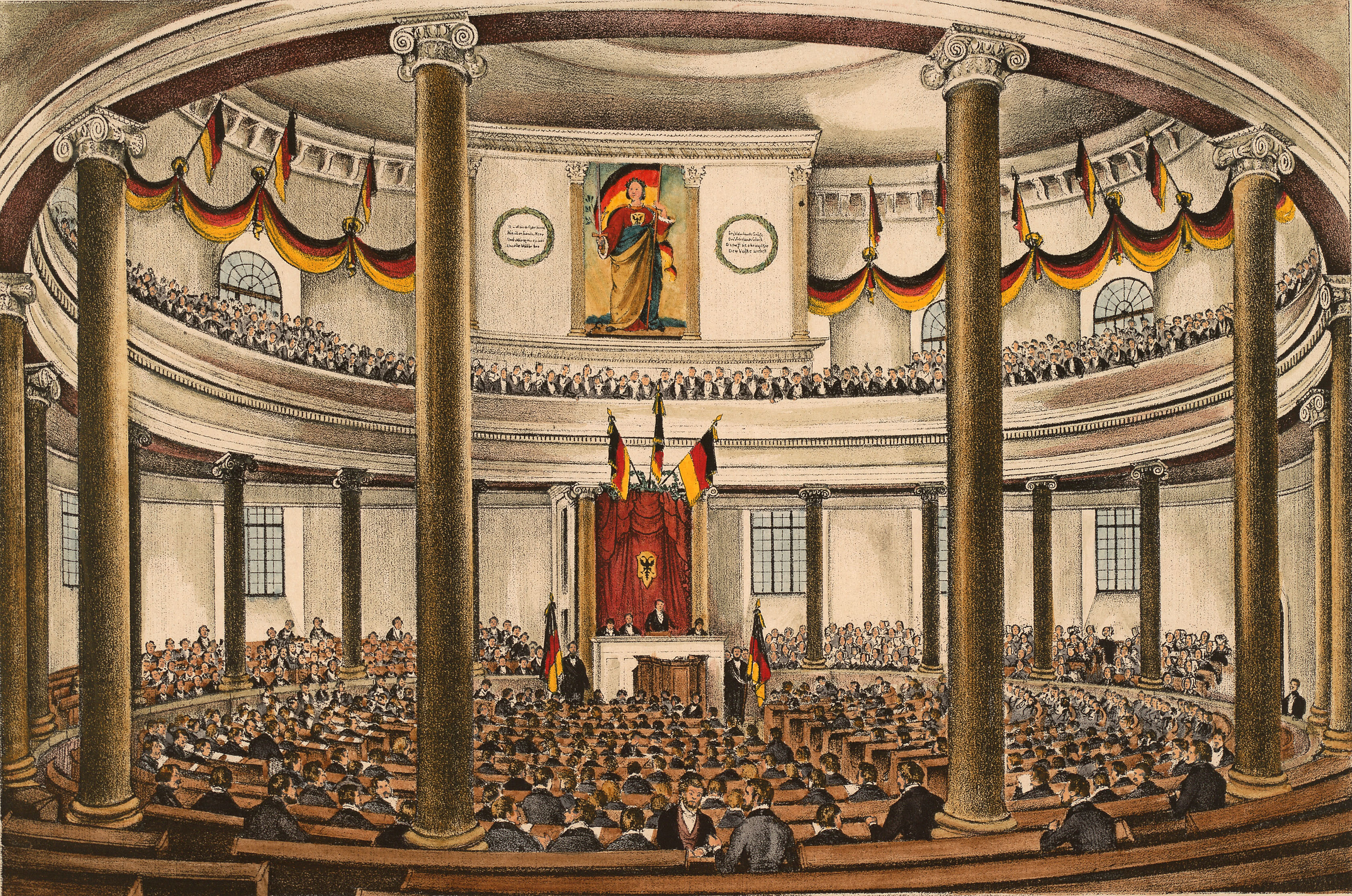
Setkání národního shromáždění v kostele sv. Pavla

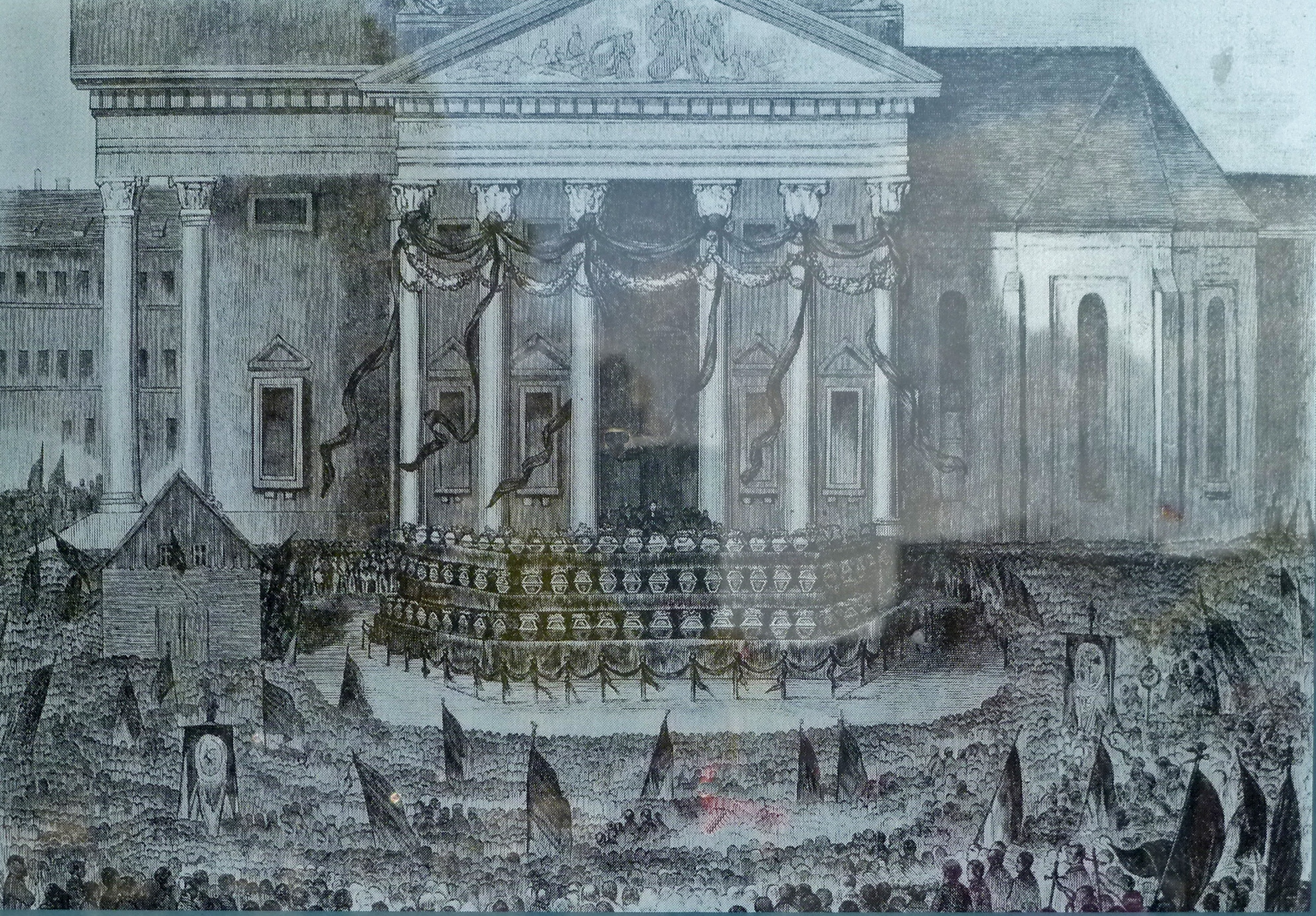
Gendarmenmarkt v Berlíně